# کاوسنگ

بخش‌های یک توده نفوذی ماگما:
۱. کوژسنگ (لاکولیت)
۲. آذرین‌تیغه کوچک
۳. ژرف‌سنگ (باتولیت)
۴. آذرین‌تیغه (دایک)
۵. آذرین‌لایه (سیل)
۶. تنوره آتشفشانی (پایپ)
۷. کاوسنگ (لوپولیت)

کاوسنگ یا لوپولیت (به انگلیسی: Lopolith) به توده‌ای از سنگ‌های نفوذی گفته می‌شود که بر اثر نفوذ ماگما به داخل لایه‌های زمین به‌وجود می‌آید و شکلی همانند بشقاب دارد.
لوپولیت از انجماد مواد آتشفشانی تشکیل می‌شود که با وسعت زیاد به‌صورت یک ناودیس در بین لایه‌های رسوبی تشکیل می‌شود و قسمت تحتانی آن محدب است. قطر لوپولیت گاهی تا ده‌ها کیلومتر و ضخامت آن تا صدها متر می‌رسد. ماگمای تشکیل دهنده لوپولیت معمولاً از نوع بازی است. مهم‌ترین لوپولیت در ژیرمان سودبری در ایالت انتاریو کانادا واقع است و از نظر مواد معدنی دارای اهمیت زیادی است و تقریباً ۷۵٪ نیکل و نیمی از پلاتین و مقداری از مس دنیا را تأمین می‌کند.